# Stem Cell Factor
Le Stem Cell Factor (SCF ou kit-ligand, KL) est un facteur de croissance des cellules souches, appartenant à la famille des cytokines, qui se lie au récepteur C-Kit (CD117), un récepteur tyrosine kinase. Le SCF peut aussi bien exister en tant que protéine transmembranaire que protéine soluble. Cette cytokine joue un rôle dans l'hématopoïèse, la spermatogenèse et la mélanogenèse. Il est exprimé pendant l'embryogenèse et est un facteur de croissance pour un certain nombre de types de cellules comprenant les mastocytes et les mélanocytes en plus des cellules souches hématopoïétiques.